# Axel Laurance
Axel Laurance (* 13. April 2001 in Calan) ist ein französischer Radrennfahrer.

## Sportlicher Werdegang
Mit dem Radsport begann Laurance im Alter von vier Jahren im BMX-Racing, 2013 wechselte er auf das größere Rennrad. Als Junior machte er international auf der Straße auf sich aufmerksam, unter anderem mit einem Etappensieg beim renommierten Grand Prix Rüebliland. Nach dem Wechsel in die U23 fuhr er zunächst zwei Jahre für den französischen Verein VC Pays de Loudéac. Im Trikot der Nationalmannschaft gewann er 2021 eine Etappe des Course de la Paix Grand Prix Jeseníky.
Nachdem er 2021 bereits als Stagiaire für das UCI ProTeam B&B Hotels-KTM eingesetzt worden war, erhielt er zu zur Saison 2022 einen Profi-Vertrag beim Team. Im Verlauf der Saison 2022 erzielte er eine Reihe von Podiumsplatzierungen, auf der UCI WorldTour musste er bei der Bretagne Classic Ouest-France nur Wout van Aert den Vortritt lassen. Zum Saisonende konnte er mit dem Gewinn der vierten Etappe der Kroatien-Rundfahrt den ersten Sieg als Rad-Profi seinem Palmarès hinzufügen.
Nachdem das Team B&B Hotels-KTM für die Saison 2023 keine Lizenz erhalten hatte, wechselte Laurence kurzfristig zu Alpecin-Deceuninck. Da das UCI WorldTeam für die Saison 2023 bereits die Maximalzahl von 30 Fahrern erreicht hatte, wurde er für das erste Jahr im Development Team registriert. Den ersten Sieg für sein neues Team fuhr er beim Circuit des Ardennes 2023 ein, ehe er auch bei der Tour Alsace einen Tagessieg feierte. Sein bislang größter Erfolg gelang ihm am Ende der Saison, als er im Trikot der französischen Nationalmannschaft Weltmeister im Straßenrennen der Klasse U23 wurde. Im Jahr 2024 setzte er sich auf einer Etappe des Étoile de Bessèges im Bergsprint vor dem Dänen Mads Pedersen durch, ehe er eine Sprintankunft der Katalonien-Rundfahrt gewann und so seinen ersten Etappensieg in der UCI WorldTour feierte. Mit der Tour of Norway 2024 erzielte er auch den ersten Sieg bei einer Rundfahrt.
Zur Saison 2025 wechselte Laurance zum Team Ineos Grenadiers.

## Familie
Sein Vater Franck Laurance gewann 1994 Lüttich–Bastogne–Lüttich Espoirs, das das Amateurrennen von Lüttich–Bastogne–Lüttich ist, und fuhr zwei Jahre für das französische TT2-Team Mutuelle de Seine-et-Marne. Seine Mutter Manuela Le Cavil war dreifache bretonische Meisterin im Straßenrennen. Seine ältere Schwester Typhaine Laurance ist ebenso Radrennfahrerin, die unter anderem für das Arkéa Pro Cycling Team an der UCI Women’s WorldTour teilnahm.

## Erfolge
2018
- Mannschaftszeitfahren Aubel-Thimister-Stavelot

2019
- eine Etappe Grand Prix Rüebliland
- eine Etappe Ronde des Vallées
- Mannschaftszeitfahren Aubel-Thimister-Stavelot

2022
- eine Etappe Kroatien-Rundfahrt

2023
- eine Etappe Circuit des Ardennes
- eine Etappe Tour Alsace
- Weltmeister – Straßenrennen (U23)

2024
- eine Etappe Étoile de Bessèges
- eine Etappe Katalonien-Rundfahrt
- Gesamtwertung und eine Etappe Tour of Norway

## Grand-Tour-Platzierungen
| Grand Tour            | 2024 | 2025 |
| --------------------- | ---- | ---- |
| Giro d’ItaliaGiro     | –    | –    |
| Tour de FranceTour    | 99   | 53   |
| Vuelta a EspañaVuelta | –    |      |